# خوسيه إدواردو مارتينز (عازف بيانو)
خوسيه إدواردو مارتينز (بالبرتغالية: José Eduardo Martins‏) هو عازف بيانو برازيلي، ولد في 1938 في ساو باولو في البرازيل.

## وصلات خارجية
- الموقع الرسمي
- خوسيه إدواردو مارتينز على موقع ميوزك برينز (الإنجليزية)
- خوسيه إدواردو مارتينز على موقع ديسكوغز (الإنجليزية)